# Muhammad Nur Abdullah
Sheikh  Muhammad Nur Abdullah  (arabisch محمد نور عبدالله; geb. im Sudan) ist ein US-amerikanischer islamischer Geistlicher und Rechtswissenschaftler. Er der Vizepräsident des Fiqh Council of North America in den Vereinigten Staaten von Amerika. Er ist der ehemalige Vorsitzende des ISNA Fiqh Council.

## Leben
Seine Ausbildung in islamischem Recht absolvierte er in Saudi-Arabien an der Islamischen Universität von Medina und der Umm-al-Qura-Universität in Mekka; er studierte auch an der University of Chicago.
Er war einer der 138 Unterzeichner des offenen Briefes Ein gemeinsames Wort zwischen Uns und Euch (engl. A Common Word Between Us & You), den Persönlichkeiten des Islam an „Führer christlicher Kirchen überall“ (engl. "Leaders of Christian Churches, everywhere …") sandten (13. Oktober 2007).